# ازدواج تانو و مانو
ازدواج تانو و مانو (به هندی: Tanu Weds Manu) فیلمی محصول سال ۲۰۱۱ و به کارگردانی آناند ال. رای است. در این فیلم بازیگرانی همچون رانگاناتان مدهوان، کانگانا رانوت، جیمی شرگیل، راجندرا گوپتا، راوی کیشان، دیپاک دوبریال، اعجاز خان، سوارا بهاسکار، محمد زیشان ایوب ایفای نقش کرده‌اند.
در سال ۲۰۱۵ دنباله این فیلم با نام ازدواج تانو و مانو: بازگشت ساخته شد.